# Grand Prix automobile du Portugal 1994
GP précédent GP suivant
Le Grand Prix automobile du Portugal 1994 (Grande Prêmio de Portugal), disputé sur l'Autódromo do Estoril situé à Estoril près de Lisbonne au Portugal le 25 septembre 1994, est la quatorzième édition du Grand Prix, le 561e Grand Prix de Formule 1 couru depuis 1950 et la treizième manche du championnat 1994.

## Classement
| Pos. | No | Pilote                | Écurie            | Tours | Temps/Abandon                      | Grille | Points |
| ---- | -- | --------------------- | ----------------- | ----- | ---------------------------------- | ------ | ------ |
| 1    | 0  | Damon Hill            | Williams-Renault  | 71    | 1 h 45 min 10 s 165 (183,589 km/h) | 2      | 10     |
| 2    | 2  | David Coulthard       | Williams-Renault  | 71    | + 0 s 603                          | 3      | 6      |
| 3    | 7  | Mika Häkkinen         | McLaren-Peugeot   | 71    | + 20 s 193                         | 4      | 4      |
| 4    | 14 | Rubens Barrichello    | Jordan-Hart       | 71    | + 28 s 003                         | 8      | 3      |
| 5    | 6  | Jos Verstappen        | Benetton-Ford     | 71    | + 29 s 385                         | 10     | 2      |
| 6    | 8  | Martin Brundle        | McLaren-Peugeot   | 71    | + 52 s 702                         | 7      | 1      |
| 7    | 15 | Eddie Irvine          | Jordan-Hart       | 70    | + 1 tour                           | 13     |        |
| 8    | 9  | Christian Fittipaldi  | Arrows-Ford       | 70    | + 1 tour                           | 11     |        |
| Dsq. | 26 | Olivier Panis         | Ligier-Renault    | 70    | Disqualifié                        | 15     |        |
| 9    | 10 | Gianni Morbidelli     | Arrows-Ford       | 70    | + 1 tour                           | 16     |        |
| 10   | 25 | Éric Bernard          | Ligier-Renault    | 70    | + 1 tour                           | 21     |        |
| 11   | 12 | Johnny Herbert        | Lotus-Mugen-Honda | 70    | + 1 tour                           | 20     |        |
| 12   | 23 | Pierluigi Martini     | Minardi-Ford      | 69    | + 2 tours                          | 18     |        |
| 13   | 24 | Michele Alboreto      | Minardi-Ford      | 69    | + 2 tours                          | 19     |        |
| 14   | 19 | Yannick Dalmas        | Larrousse-Ford    | 69    | + 2 tours                          | 23     |        |
| 15   | 32 | Jean-Marc Gounon      | Simtek-Ford       | 67    | + 4 tours                          | 26     |        |
| 16   | 11 | Philippe Adams        | Lotus-Mugen-Honda | 67    | + 4 tours                          | 25     |        |
| Abd. | 4  | Mark Blundell         | Tyrrell-Yamaha    | 61    | Moteur                             | 12     |        |
| Abd. | 5  | Jyrki Järvilehto      | Benetton-Ford     | 60    | Sortie de piste                    | 14     |        |
| Abd. | 29 | Andrea De Cesaris     | Sauber-Mercedes   | 54    | Sortie de piste                    | 17     |        |
| Abd. | 27 | Jean Alesi            | Ferrari           | 38    | Collision                          | 5      |        |
| Abd. | 31 | David Brabham         | Simtek-Ford       | 36    | Collision                          | 24     |        |
| Abd. | 30 | Heinz-Harald Frentzen | Sauber-Mercedes   | 31    | Transmission                       | 9      |        |
| Abd. | 20 | Érik Comas            | Larrousse-Ford    | 27    | Accident                           | 22     |        |
| Abd. | 3  | Ukyo Katayama         | Tyrrell-Yamaha    | 26    | Boîte de vitesses                  | 6      |        |
| Abd. | 28 | Gerhard Berger        | Ferrari           | 7     | Boîte de vitesses                  | 1      |        |
| Nq.  | 34 | Bertrand Gachot       | Pacific-Ilmor     |       | Non qualifié                       |        |        |
| Nq.  | 33 | Paul Belmondo         | Pacific-Ilmor     |       | Non qualifié                       |        |        |

## Pole position et record du tour
- Pole position : Gerhard Berger en 1 min 20 s 608 (vitesse moyenne : 194,720 km/h).
- Meilleur tour en course : David Coulthard en 1 min 22 s 466 au 12e tour (vitesse moyenne : 190,379 km/h).

## Tours en tête
- Gerhard Berger : 7 (1-7)
- David Coulthard : 12 (8-17 / 26-27)
- Damon Hill : 45 (18 / 28/71)
- Jean Alesi : 4 (19-22)
- Rubens Barrichello : 3 (23-25)

## Statistiques
- 8e victoire pour Damon Hill.
- 76e victoire pour Williams en tant que constructeur.
- 56e victoire pour Renault en tant que motoriste.
- Michael Schumacher ne prend pas part au Grand Prix à la suite de sa suspension pour deux courses reçue au GP de Belgique.
- Olivier Panis a été disqualifié car le sabot de sa voiture était trop usé à l'issue de la course.
- Lors des essais libres, Damon Hill effectue un looping à la suite de son accrochage avec le jeune Eddie Irvine.
- 23e et dernier Grand Prix pour Yannick Dalmas.
- 2e et dernier Grand Prix pour Philippe Adams.